# Tarek Hadj Adlane
 (décembre 2023).
Si vous disposez d'ouvrages ou d'articles de référence ou si vous connaissez des sites web de qualité traitant du thème abordé ici, merci de compléter l'article en donnant les références utiles à sa vérifiabilité et en les liant à la section « Notes et références ».
 Hadj Adlane, né le 11 décembre 1965 à Alger, est un footballeur international algérien. Il a notamment brillé sous les couleurs de  l'USM Alger et de  la Jeunesse sportive de Kabylie, où il a remporté plusieurs trophées dont une Coupe des clubs champions africaine en 1990.
Il compte 20 sélections en équipe nationale entre 1988 et 1995.

## Carrière

### Jeunes catégories
son début au football en cadets (1980-1981: Nadit Alger)
juniors (depuis 1983 au club algérois l'USK Alger.

### En club
Il commence sa carrière professionnelle en 1985, en intégrant l'effectif professionnel de l'USM Alger, avec qui il s’y lustre en accédant en première division en 1986 et en gagnant la coupe d’Algérie 1988  il y reste jusqu'en 1991, ou il rejoint l'équipe de la Jeunesse sportive de Kabylie   en gagnant presque tous les trophées existant. Il se distingue plus particulièrement lors des saisons , 1993-1994 et 1994-1995 en devenant meilleur buteur du championnat avec une réalisation personnelle de  18 buts et 23 buts pour ces  deux  saisons, respectivement.
Après un parcours exemplaire à la JSK,  Hadj Adlane est de retour à  l'USM Alger à la saison 1996-1997 où il gagne une autre coupe d’Algérie, en 1998 il tente une expérience en Arabie saoudite, avec le club du Al Wahda La Mecque. Cette expérience sera de courte durée, car il n'y restera qu'un an, et rejoindra l'USM Alger en 1999.
Il termine sa prestigieuse carrière avec le gain d'un dernier titre avec ce club, le Championnat d'Algérie, en  2002.

## Statistiques
| Saison                | Club                  | Championnat           | Championnat | Championnat | Coupe nationale | Coupe nationale | Coupe de la Ligue | Coupe de la Ligue | Supercoupe | Supercoupe | Compétition(s) continentale(s) | Compétition(s) continentale(s) | Compétition(s) continentale(s) | Total | Total |
| Saison                | Club                  | Division              | M.          | B.          | M.              | B.              | M.                | B.                | M.         | B.         | Comp.                          | M.                             | B.                             | M.    | B.    |
| 1985-1986             | USM Alger             | Division 2            | 26          | 2           | 1               | 0               | -                 | -                 | -          | -          | -                              | -                              | -                              | 27    | 2     |
| 1986-1987             | USM Alger             | Division 2            | 27          | 3           | 2               | 1               | -                 | -                 | -          | -          | -                              | -                              | -                              | 29    | 4     |
| 1987-1988             | USM Alger             | Division 1            | 28          | 5           | 5               | 2               | -                 | -                 | -          | -          | -                              | -                              | -                              | 33    | 7     |
| 1988-1989             | USM Alger             | Division 1            | 25          | 7           | 2               | 1               | -                 | -                 | -          | -          | C2                             | 5                              | 1                              | 32    | 9     |
| 1989-1990             | USM Alger             | Division 1            | 24          | 9           | -               | -               | -                 | -                 | -          | -          | -                              | -                              | -                              | 24    | 9     |
| 1990-1991             | USM Alger             | Division 2            | 25          | 10          | 5               | 3               | -                 | -                 | -          | -          | -                              | -                              | -                              | 30    | 13    |
| 1991-1992             | JS Kabylie            | Division 1            | 27          | 10          | 3               | 3               | -                 | -                 | 1          | 2          | -                              | -                              | -                              | 31    | 15    |
| 1992-1993             | JS Kabylie            | Division 1            | 23          | 10          | -               | -               | -                 | -                 | -          | -          | C2                             | 6                              | 4                              | 29    | 14    |
| 1993-1994             | JS Kabylie            | Division 1            | 27          | 18          | 5               | 5               | -                 | -                 | 1          | 0          | -                              | -                              | -                              | 33    | 23    |
| 1994-1995             | JS Kabylie            | Division 1            | 30          | 23          | 1               | 0               | -                 | -                 | -          | -          | C2 + C.A                       | 8+4                            | 3+2                            | 43    | 28    |
| 1995-1996             | JS Kabylie            | Division 1            | 19          | 8           | 2               | 1               | 6                 | 1                 | 1          | 0          | C1+SC                          | 2+1                            | 2+0                            | 31    | 12    |
| 1996-1997             | USM Alger             | Division 1            | 22          | 8           | 6               | 5               | -                 | -                 | -          | -          | C1                             | 10                             | 7                              | 38    | 20    |
| 1997-1998             | La Mecque Club        | Division 2            | 10          | 6           | 1               | 2               | -                 | -                 | -          | -          | -                              | -                              | -                              | 11    | 8     |
| mars 1998             | USM Alger             | Division 1            | 13          | 1           | -               | -               | -                 | -                 | -          | -          | -                              | -                              | -                              | 13    | 1     |
| 1998-1999             | USM Alger             | Division 1            | 18          | 8           | 7               | 4               | -                 | -                 | -          | -          | C2                             | 6                              | 6                              | 31    | 18    |
| 1999-2000             | USM Alger             | Division 1            | 12          | 1           | -               | 1               | -                 | -                 | -          | -          | C1                             | 2                              | 0                              | 14    | 2     |
| 2000-2001             | USM Alger             | Division 1            | 19          | 13          | 5               | 1               | -                 | -                 | -          | -          | -                              | -                              | -                              | 24    | 14    |
| 2001-2002             | USM Alger             | Division 1            | 18          | 3           | 2               | 0               | -                 | -                 | -          | -          | C2                             | 2                              | 1                              | 22    | 4     |
| Total sur la carrière | Total sur la carrière | Total sur la carrière | 393         | 145         | 47              | 29              | 6                 | 1                 | 3          | 2          | -                              | 46                             | 26                             | 495   | 203   |

## Palmarès
- Champion d'Algérie (2) en 1995 avec la JS Kabylie et en 2002 avec l'USM Alger
- Coupe d'Algérie (6) en 1992 et 1994 avec la JS Kabylie et en 1988, 1997, 1999, 2001 avec l'USM Alger
- Supercoupe d'Algérie : Vainqueur en 1992 avec la JS Kabylie
- Coupe d'Afrique des vainqueurs de coupe : Vainqueur en 1995 avec la JS Kabylie
- Supercoupe d'Afrique : Finaliste en 1996

### Distinctions personnelles
- Meilleur joueur du Championnat d'Algérie : 1988 et 1989.

- Meilleur Buteur du Championnat d'Algérie : Soulier d'or algérien en  1994 (18 buts) et 1995 (23 buts).

- Meilleur buteur de l'histoire de l'USM Alger avec 100 buts.

- Meilleur buteur de l'histoire de la Coupe d'Algérie avec 27 buts.